# Parafia św. Anny w Storożyńcu
Parafia św. Anny w Storożyńcu – parafia rzymskokatolicka terytorialnie i administracyjnie znajdująca się w archidiecezji lwowskiej, w dekanacie Czerniowce. W parafii posługują ojcowie ze zgromadzenia księży misjonarzy. Według stanu na marzec 2024 proboszczem parafii był o. Mikołaj Dobra. 